# Vir (crustacé)
Genre
Vir est un genre de crevettes qui vivent en symbiose avec des animaux plus grands, le plus souvent des cnidaires.

## Liste des espèces
Selon World Register of Marine Species (17 juin 2015) :
- Vir colemani Bruce, 2003
- Vir euphyllius Marin & Anker, 2005
- Vir longidactylusa Marin, 2008
- Vir orientalis (Dana, 1852)
- Vir philippinensis Bruce & Svoboda, 1984
- Vir smiti Fransen & Holthuis, 2007

## Publication originale
- L.B. Holthuis, The Decapoda of the Siboga Expedition. Part XI. The Palaemonidae collected by the Siboga and Snellius Expeditions with remarks on other species II. Subfamily Pontoniinae. Siboga Expeditie, 39a10: 1-253, E. J. Brill, Leiden, 1952 (pdf)